# Antonio Sánchez Granados
Antonio Sánchez Granados (Vinces, 7 de enero de 1895 - Guayaquil, 18 de febrero de 1971) fue un jurisconsulto, diputado, juez, catedrático ecuatoriano.
Vino al mundo en Vinces, provincia de Los Ríos, el 7 de enero de 1895. Padres: Francisco Sánchez Pérez y Julia Torres Díaz Granados Sánchez. Abuelos: Francisco Sánchez Avilés y Victoria Pérez, Dr. Antonio Torres Díaz Granados y Santamaría.
Sus estudios los realizó en los colegios Salesiano, San Luis Gonzaga, Mercantil, y Vicente Rocafuerte de Guayaquil, donde se graduó de bachiller con honores en febrero de 1916, pasando de inmediato a desempeñar una cátedra en ese plantel. En ese mismo año, ingresó a la Facultad de Jurisprudencia de la Universidad de Guayaquil, teniendo una destacada actuación como dirigente estudiantil, desempeñó cargos directivos en la Junta Patriótica, Club Universitario Asociación Escuela de Derecho, siendo el primer representante de los estudiantes de jurisprudencia ante los organismos directivos de la Universidad con la primera ley del cogobierno universitario. 
Sánchez Granados ocupó muchos cargos importantes tales como: Profesor de la Facultad de Jurisprudencia en las cátedras de Código Civil primer y tercer libros, Derecho Admministrativo, Concejal del cantón Guayaquil en 1922, Diputado por la provincia del Guayas y Los Ríos; Síndico de la Municipalidad de Guayaquil por cinco ocasiones; Profesor, Vicerrector y Rector del Colegio Nacional Vicente Rocafuerte de Guayaquil; Fiscal, Subdecano y Decano por tres períodos consecutivos de la Facultad de Jurisprudencia de Guayaquil, lapso en el que creó y dejó dos hijas inmortales la Escuela de Diplomacia y Ciencias Internacionales y el Consultorio Jurídico de la Universidad de Guayaquil, entre otras obras.
Fue miembro de la Comisión de Legislación del H. Congreso Nacional, Vocal del Tribunal del Crimen, Conjuez de la Corte Superior de Justicia de Guayaquil, Juez Partidor; Asesor Jurídico del Consejo Provincial del Guayas. Miembro de la Comisión Redactora de la Constitución de 1946, así como de la Comisión Encargada de Organizar la Undécima Conferencia Interamericana que debía celebrarse en Quito. Ejerció el periodismo en diarios y revistas, como La Lucha, La Campana, El Tiempo, diario La Nación, segunda época, entre otros. 
Falleció en Guayaquil a los 76 años. Sus restos reposan en el Cementerio General de dicha ciudad.

## Homenajes
En homenaje a su memoria se ha designado la calle Antonio Sánchez Granados, ubicada en la ciudadela Urdesa central, parroquia urbana Tarqui; y la Escuela fiscal No. 360.